# (13231) Blondelet
(13231) Blondelet est un astéroïde de la ceinture principale.

## Description
(13231) Blondelet est un astéroïde de la ceinture principale. Il fut découvert le 17 janvier 1998 à Caussols par le projet ODAS. Il présente une orbite caractérisée par un demi-grand axe de 3,23 UA, une excentricité de 0,15 et une inclinaison de 0,4° par rapport à l'écliptique.

## Compléments